# Német vasútállomás-kategóriák

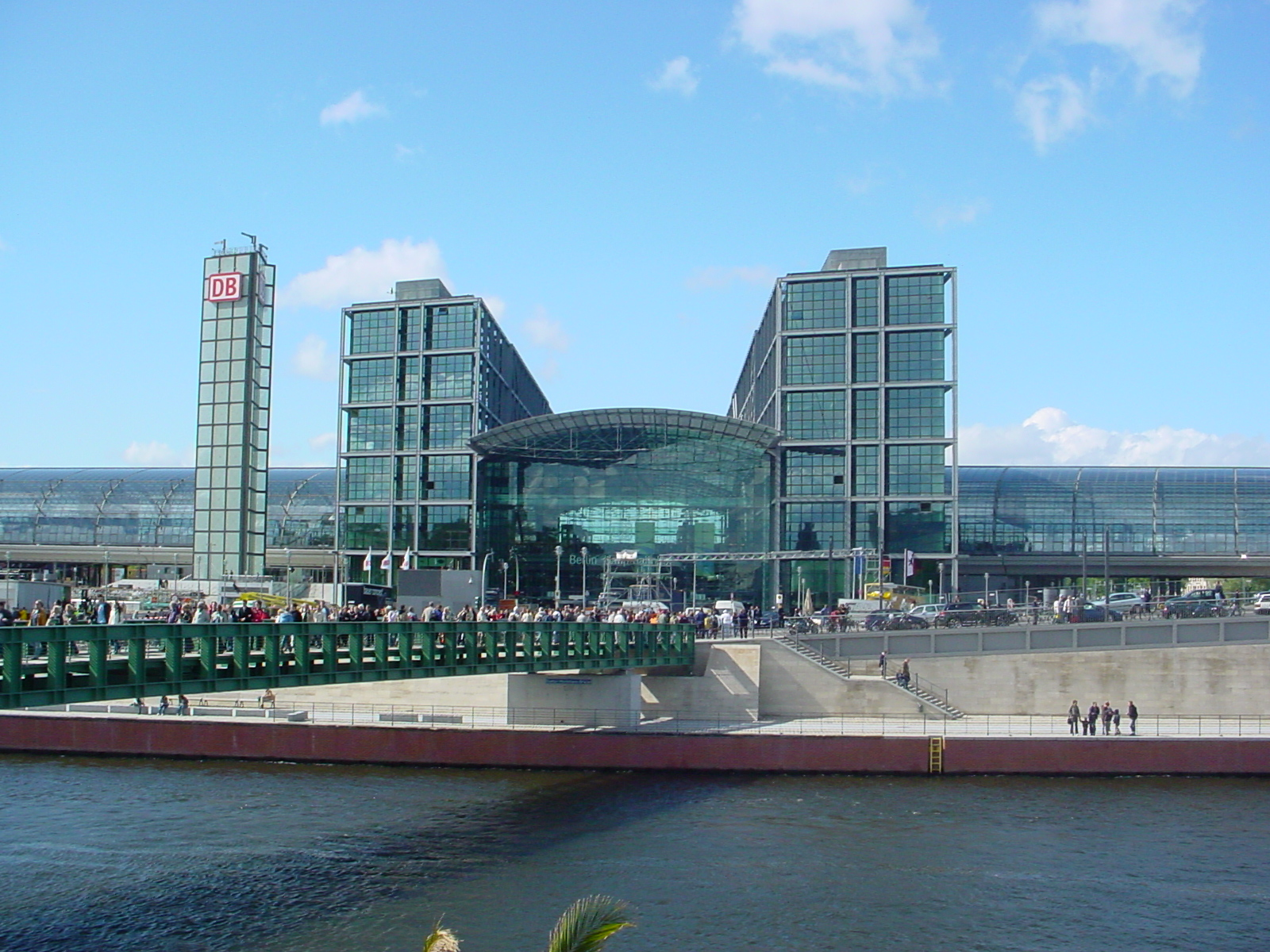
Berlin Hbf (1. kategória)

Körülbelül 5400 vasútállomás található Németországban. Ezeket a Deutsche Bahn leányvállalata, a DB Station&Service üzemelteti, mely az állomásokat összesen hét kategóriába sorolja a forgalom alapján.

## Kategóriák

### 1. kategória

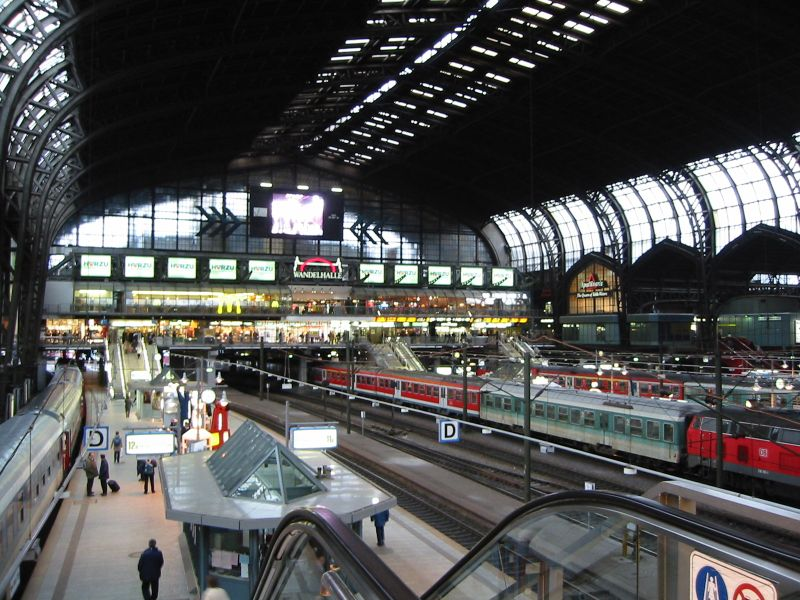
Hamburg Hauptbahnhof (1. kategória)

Az első kategóriába összesen 21 vasútállomás tartozik. Ezek az állomások fontos vasúti csomópontok, a többségük 500 ezer lakosnál nagyobb településeket szolgálnak ki. Állandó személyzettel és a vasút feladatok ellátásához szükséges létesítményekkel rendelkeznek. A pályaudvarokon bevásárlóközpont vagy üzletek állnak az utasok rendelkezésére. Berlin, Hamburg, München és Köln, Németország négy legnagyobb városa, több 1. kategóriás állomással rendelkezik.
- Berlin-Gesundbrunnen
- Berlin Hauptbahnhof
- Berlin Ostbahnhof
- Berlin Südkreuz
- Dortmund Hauptbahnhof
- Dresden Hauptbahnhof
- Duisburg Hauptbahnhof
- Düsseldorf Hauptbahnhof
- Essen Hauptbahnhof
- Frankfurt Hauptbahnhof
- Hamburg-Altona vasútállomás
- Hamburg Hauptbahnhof
- Hannover Hauptbahnhof
- Karlsruhe Hauptbahnhof
- Köln Hauptbahnhof
- Köln Messe/Deutz vasútállomás
- Leipzig Hauptbahnhof
- München Hauptbahnhof
- München Ostbahnhof
- Nürnberg Hauptbahnhof
- Stuttgart Hauptbahnhof

### 2. kategória

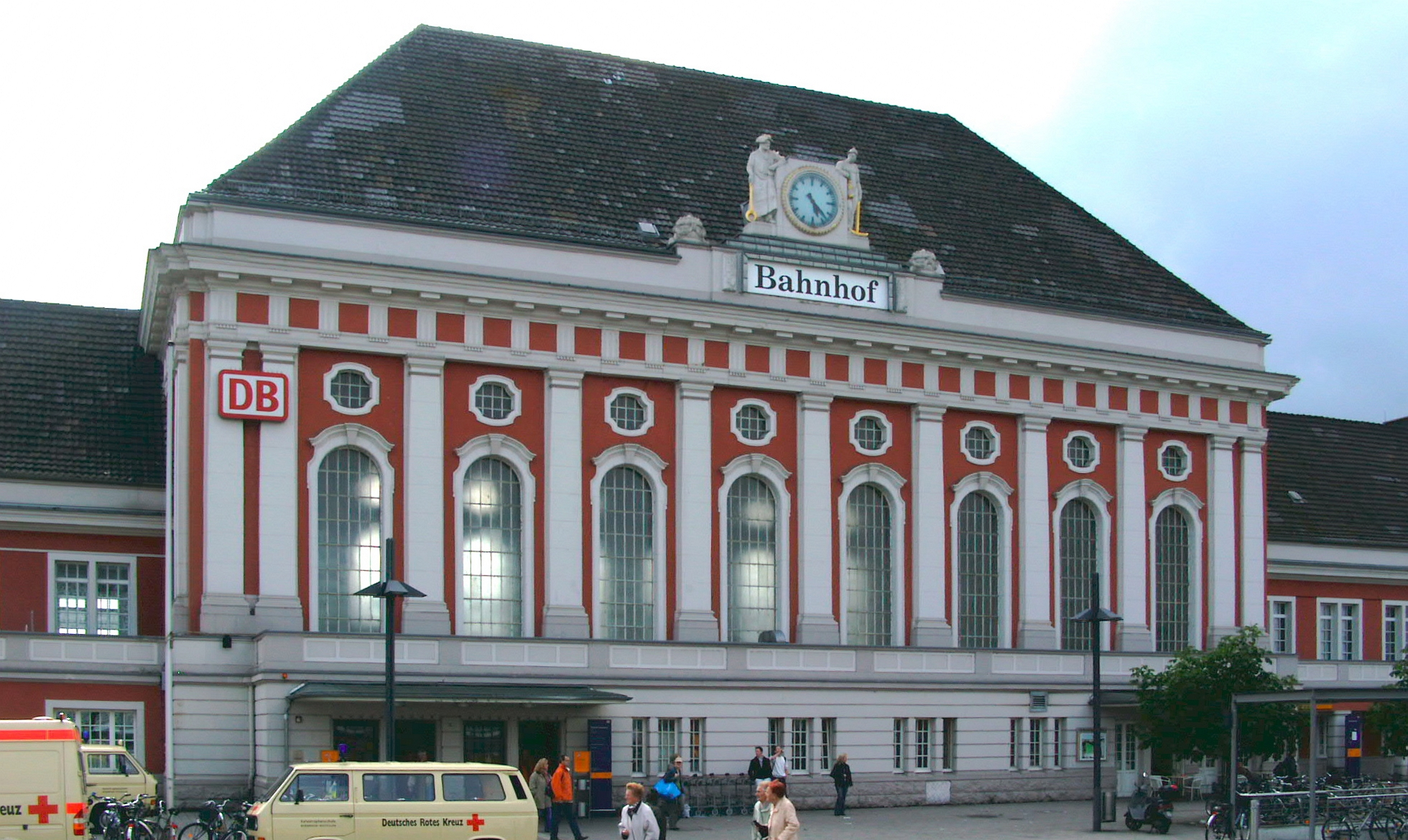
Hamm (Westf) (2. kategória)

A második kategóriába összesen 87 vasútállomás tartozik. Az állomások többsége vagy fontos vasúti csomópont, vagy kapcsolatot biztosít a nagyobb repülőterekkel. Az InterCity és az EuroCity vonatok általában ezekről az állomásokról indulnak. Az állomáson minden vasúttal kapcsolatos szolgáltatás, például utascsarnok és szervizpult megtalálható, és az állomáson a legtöbb vonat közlekedik. A szolgáltatás hasonló az 1-es kategóriájú állomásokhoz.
- Baden-Württemberg (13): Aalen, Bietigheim-Bissingen, Bruchsal, Freiburg (Brsg) Hbf, Heidelberg Hbf, Heilbronn Hbf, Mannheim Hbf, Offenburg, Plochingen, Pforzheim, Singen, Tübingen Hauptbahnhof, Ulm Hbf
- Bajorország (10): Aschaffenburg Hbf, Augsburg Hbf, Bamberg, Fürth Hauptbahnhof, Ingolstadt, Landshut (Bay), München-Pasing, Regensburg Hbf, Rosenheim, Würzburg Hbf
- Berlin (6): Friedrichstraße, Lichtenberg, Potsdamer Platz, Spandau, Wannsee, Zoologischer Garten
- Brandenburg (2): Cottbus, Potsdam Hbf
- Bréma (1): Bréma Hbf
- Hamburg (2): Hamburg Dammtor, Hamburg-Harburg
- Hessen (8): Darmstadt Hbf, Frankfurt (Main) Süd, Fulda, Gießen, Hanau Hbf, Kassel-Wilhelmshöhe, Kassel Hbf, Wiesbadeni főpályaudvar
- Alsó-Szászország (7): Braunschweig Hbf, Göttingen, Hildesheim Hbf,  Lüneburg, Oldenburg Hbf, Osnabrück Hbf, Wolfsburg Hbf
- Mecklenburg–Elő-Pomeránia (1): Rostock Hbf
- Észak-Rajna-Vesztfália (16): Aachen Hauptbahnhof, Altenbeken, Bielefeld Hbf, Bochum Hbf, Bonn Hbf, Düsseldorf Flughafen, Gelsenkirchen Hbf, Hagen Hbf, Hamm (Westf), Herford, Mönchengladbach Hbf, Münster (Westf) Hbf, Neuss Hbf, Oberhausen Hbf, Solingen Hbf, Wuppertal Hbf
- Rajna-vidék–Pfalz (7): Kaiserslauten Hbf, Koblenz Hbf, Ludwigshafen Hbf, Mainz Hbf, Neustadt (Weinstraße) Hbf, Trier Hbf, Worms Hbf
- Saar-vidék (1): Saarbrücken Hbf
- Szászország (2): Chemnitz Hbf, Dresden-Neustadt
- Szász-Anhalt (2): Halle (Saale) Hbf, Magdeburg Hbf
- Schleswig-Holstein (3): Kiel Hbf, Lübeck Hbf, Neumünster
- Türingia (2): Erfurt Hbf, Weimar

### 3. kategória
A harmadik kategóriába összesen 230 vasútállomás tartozik. Ezeken az állomásokon általában van utascsarnok, ahol az utazók jegyeket és élelmiszereket vásárolhatnak, de nincs állandó személyzet. Legtöbbjük 50 000 lakosú városok fő állomásaiként szolgálnak. Például:

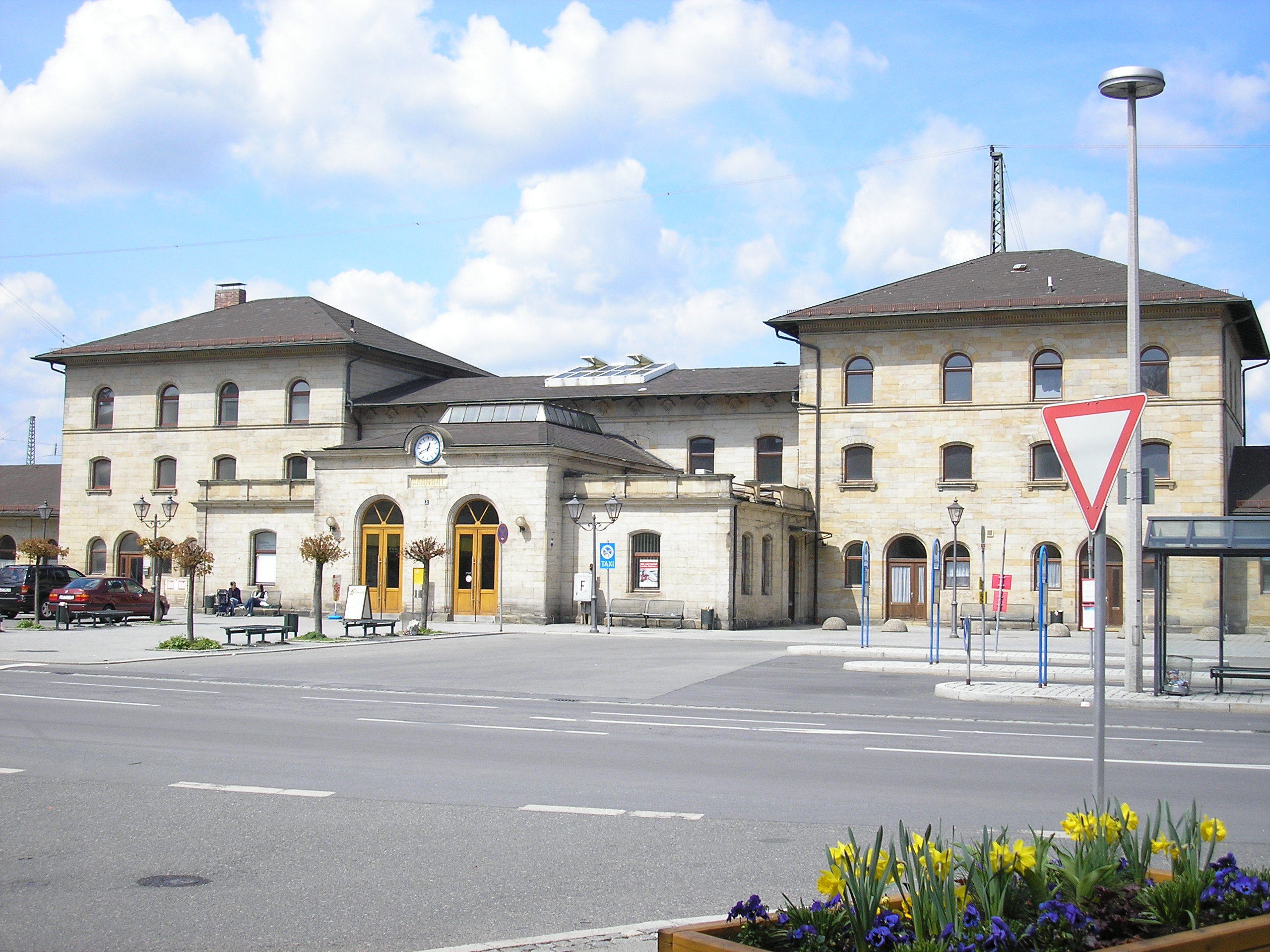
Lichtenfels (3. kategória)

Görlitz vasútállomás, Reutlingen, Lichtenfels, Passau Hbf, Mülheim (Ruhr) Hbf és Bayreuth Hbf.

### 4. kategória

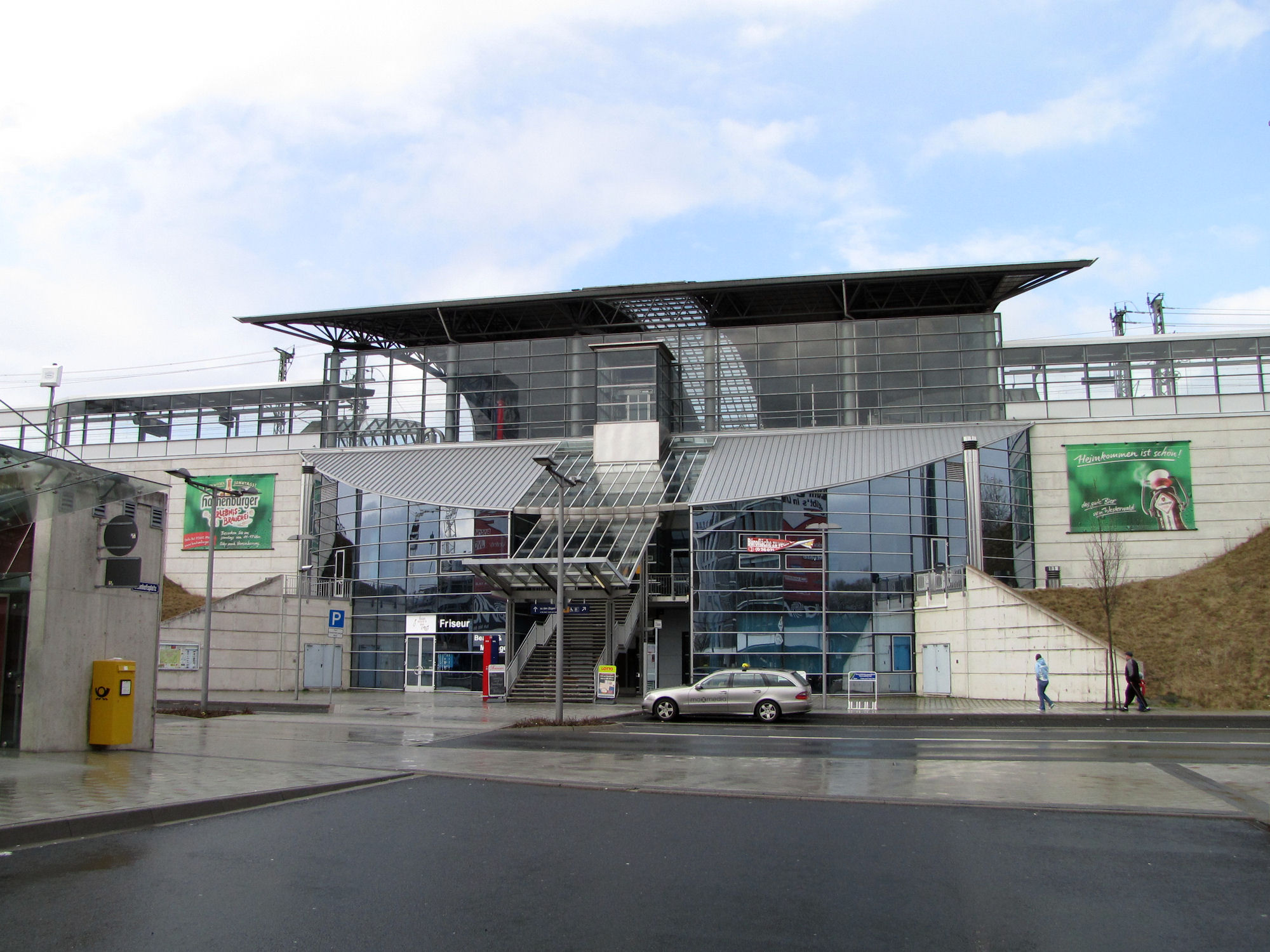
Montabaur (4. kategória)

A 4. kategória körülbelül 630 állomást foglal magában. Ezen állomások többségén RegionalExpress és a RegionalBahn vonatok közlekednek. Szolgáltatási színvonaluk egy autóbusz-pályaudvaréhoz hasonlítható, és az ingázóknak kínálnak szolgáltatásokat. Ebbe a kategóriába tartoznak azok a nagyvárosokban található állomások is, amelyeken nagy az S-Bahn vagy RE/RB szolgáltatások igénybevétele.

### 5. kategória

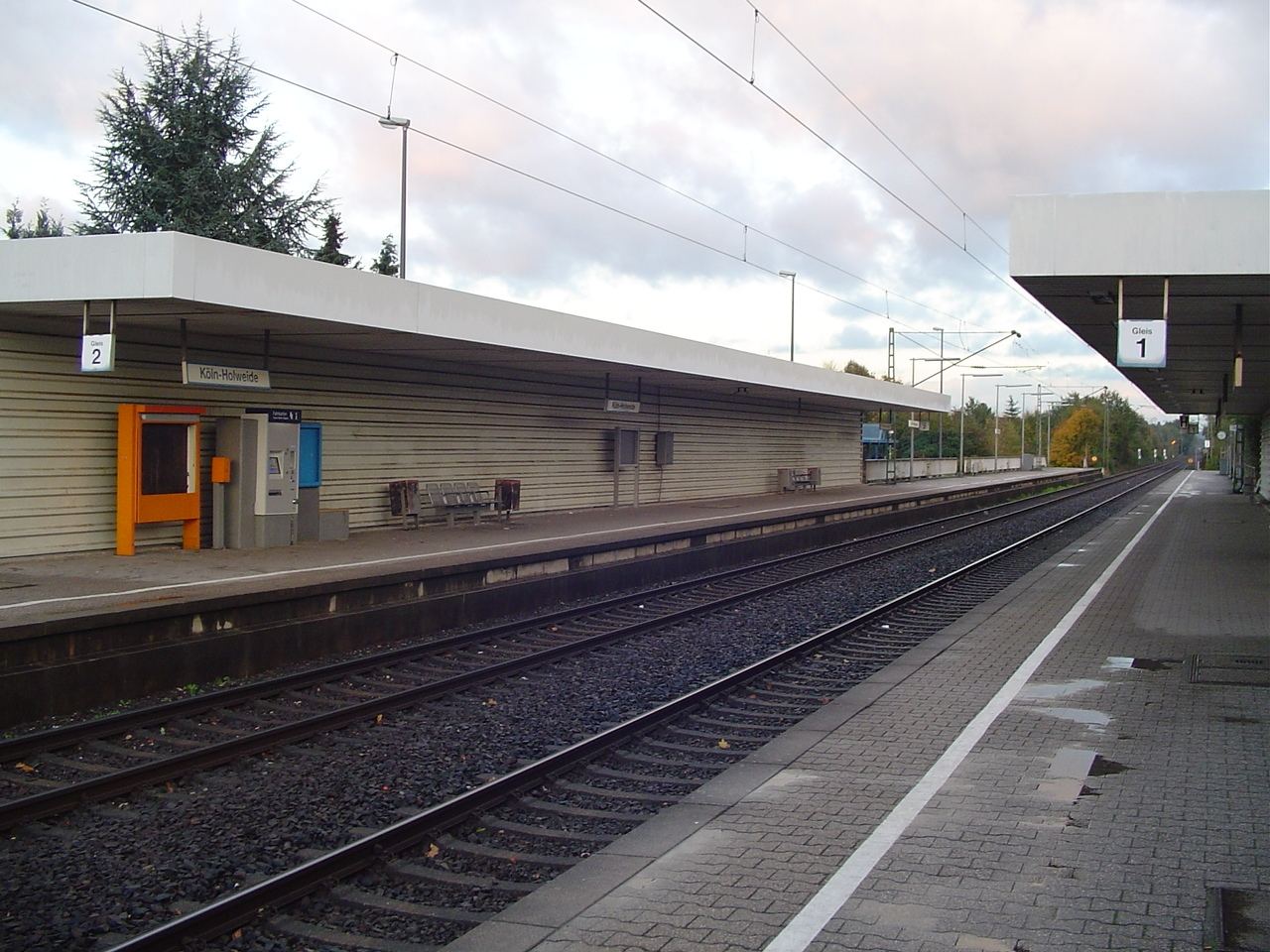
Köln-Holweide 5. kategória

Az ötödik kategóriába összesen 1070 vasútállomás tartozik.

### 6. kategória

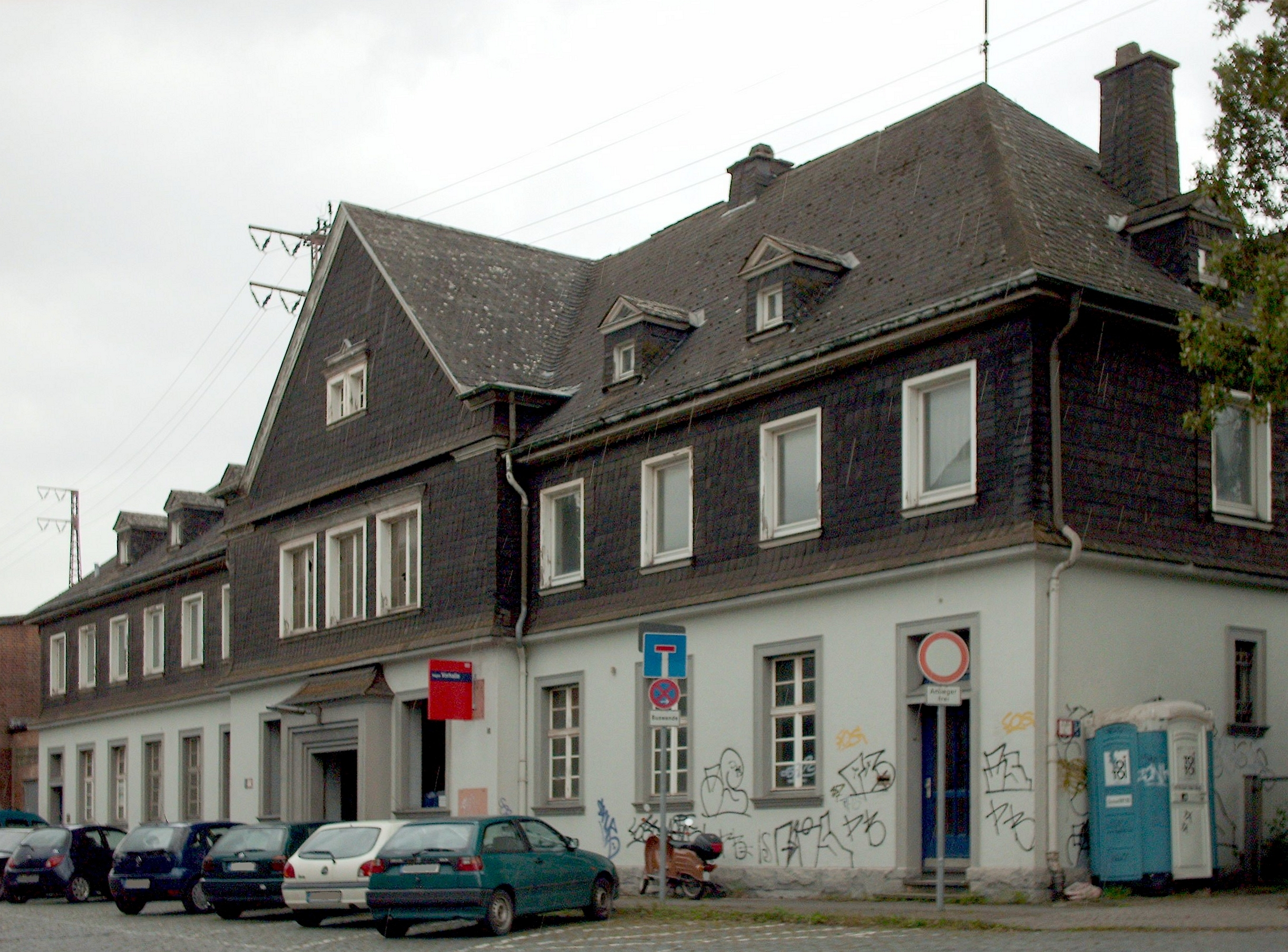
Hagen-Vorhalle 6. kategória

A hatodik kategóriába összesen 2500 vasútállomás tartozik.

### 7. kategória

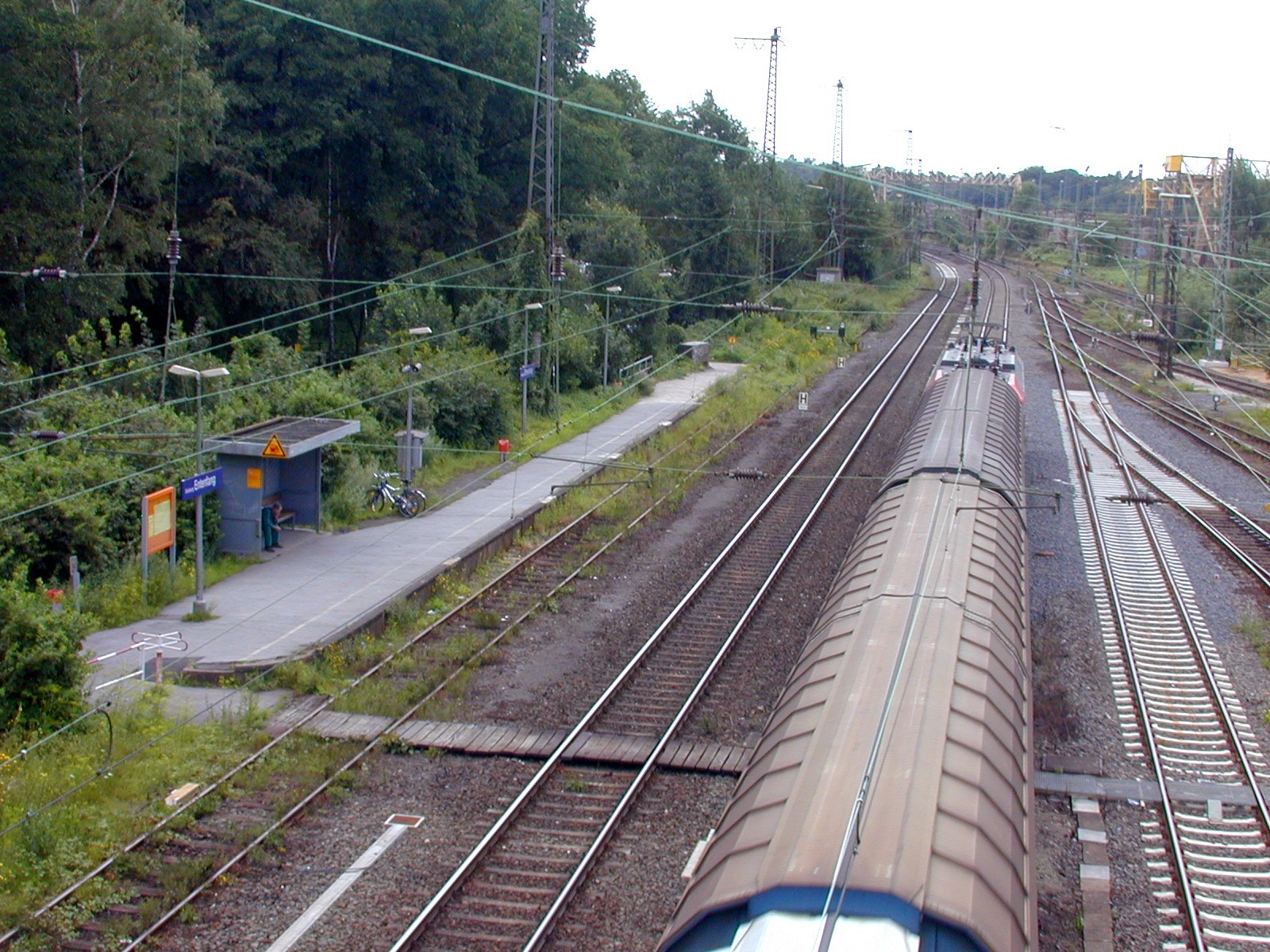
Duisburg-Entenfang vasútállomás 7. kategória

A hetedik kategóriába összesen 870 vasútállomás tartozik. Itt csak egy peron van és csak néhány helyi személyvonat áll meg.